# 1313
1313 (MCCCXIII) var ett normalår som började en måndag i den julianska kalendern.

## Händelser

### Juni
- 19 juni – Avtalen i Helsingborg från 1310 kompletteras med nya bestämmelser.

### Okänt datum
- Gotlänningarna vägrar att betala en ny skatt, som kung Birger Magnusson beslutat. Därför drar kungen i krig mot dem, men besegras i Slaget vid Röcklinge backe. Under sommaren sluter man fred, där man enas om en ny skattenivå.
- Folket i Alir och Sunded (nuvarande Hälsingland), Medelpad och Ångermanland förbinder sig att från och med nästa år erlägga den så kallade Sankt Olofsgärden till Uppsala istället för Nidaros. Man samlas till ting i Söderala, Hög, Selånger och Kuta (troligen det ångermanländska Bjärtrå). Ärkebiskopen själv far norrut, för att få sin vilja igenom och härvid nedtecknas namnen på norrlänningarnas lagmän:
  - Ångermanland: Nils i Gudmundrå och Hwnone.
  - Medelpad: Nils och Brynolf.
  - Alir: Olof från Bollnäs.
  - Sunded: Lars i Viksta (Forsa socken).
- Celestinus V helgonförklaras.

## Födda
- Giovanni Boccaccio, italiensk författare.

## Avlidna
- 24 augusti – Henrik VII, tysk-romersk kejsare.
- 28 oktober – Elisabeth av Göritz, drottning av Tyskland och ärkehertiginna av Österrike.
- Anna av Böhmen, drottning av Böhmen.
- Konstantia av Portugal, drottning av Kastilien.